# Schutzhaft

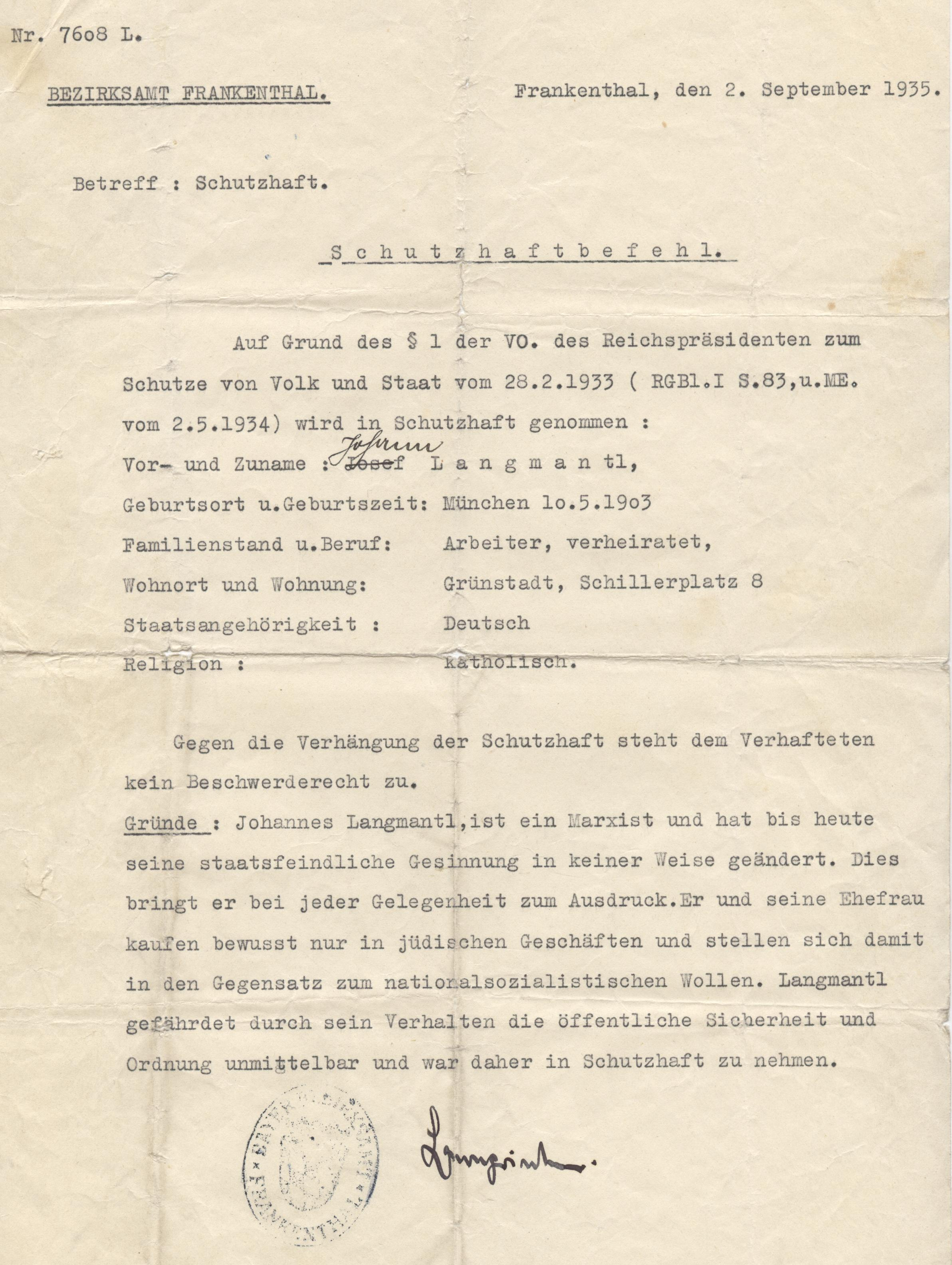
Mandat de Schutzhaft contre Hans Langmantl, émanant du commissariat d’arrondissement Frankenthal (Palatinat) le 2 septembre 1935.

Par l’euphémisme Schutzhaft, litt. détention de protection ou détention conservatoire (traduit souvent aussi par détention de sûreté ; de schützen, protéger, et Haft, détention), fut désignée, à l’époque nazie, une pratique arbitraire consistant à mettre en détention des opposants au régime ou d’autres personnes indésirables, pour les transférer ensuite dans des camps de concentration.

## LaSchutzhaftnazie et dans les époques antérieures
Le terme de Schutzhaft n’était pas utilisé seulement par les nazis. On se gardera de confondre la Schutzhaft nazie avec celle en vigueur dans le royaume de Prusse, ou avec certains régimes de détention actuels relevant de la législation policière et propres à l’État de droit (et tombant hors du cadre du présent article) ; ce sont notamment : Schutzgewahrsam (détention préventive), Polizeigewahrsam ou Unterbindungsgewahrsam (garde à vue), ou encore Sicherungsverwahrung (détention de sûreté). Ces concepts ont ceci en commun, qu’il s’agit de procédures régies par la loi dans le cadre d’un État de droit, requérant en particulier le mandat d’un juge d’instruction et garantissant le droit à l’assistance d’un avocat, droits que les personnes détenues sous le coup de la Schutzhaft se voyaient au contraire refuser.
Peu après le début de la Première Guerre mondiale, un grand nombre de mesures de contrainte, prises hors mandat de l’autorité judiciaire, furent décidées par l’empereur Guillaume II sous l’invocation de Schutzhaft, mesures dont les dispositions ne seront atténuées que faiblement par la loi « relative à la détention et à la restriction de séjour par suite de la situation de guerre et de l’état de siège » du 4 décembre 1916, et dont une victime éminente fut Rosa Luxemburg. De même, au lendemain de la révolution de Novembre 1918, sous le ministre SPD de la guerre Gustav Noske, de nombreuses personnes, parmi lesquelles des ouvriers grévistes de la Ruhr, furent détenues sous le régime de la Schutzhaft en vertu de la loi sur le gouvernement provisoire (Gesetz über die vorläufige Reichsgewalt) entrée en vigueur le 10 février 1919.
Après l’adoption de la Constitution de Weimar le 14 août 1919, la mesure de Schutzhaft continuera d’être perçue et critiquée en Allemagne comme un mode de détention où les droits du détenu sont atrophiés et les conditions plus sévères,.
Sous le nazisme, les personnes détenues en Schutzhaft, à savoir les prisonniers des camps de concentration, étaient totalement privées de droits, en application de la Reichstagsbrandverordnung (ordonnance prise à la suite de l’incendie du Reichstag) du 28 février 1933, laquelle annulait quasi tous les droits individuels et qui, constituant l’une des bases de la domination des Nazis, ne sera jamais levée par eux pendant les douze ans que dura leur dictature.
Cependant, si certes la Schutzhaft prussienne ne se confond pas avec celle du national-socialisme, le philosophe Giorgio Agamben établit néanmoins un rapport de filiation entre la procédure prussienne et le camp nazi : tandis que la Schutzhaft originaire réglait, dans le cadre du dispositif légal de l’état d’exception, la mise en détention d’innocents sous couvert ironique de la « protection (Schutz) contre la suspension du droit caractérisant l’état d’urgence », la Schutzhaft nazie transformait, sous les espèces des camps de concentration, l’« état d’exception, qui était en essence une suspension transitoire de l’ordre, en une disposition spatiale permanente, une zone se situant en tant que telle en dehors de l’ordre normal ».

## En Autriche
En Autriche existaient depuis septembre 1933 des camps de prisonniers appelés par euphémisme Anhaltelager, jouant un rôle similaire. Ces camps ont perduré jusqu’à l’annexion de l’Autriche (Anschluss) par l’Allemagne nationale-socialiste en 1938.

## Sous le national-socialisme

### Considérations générales

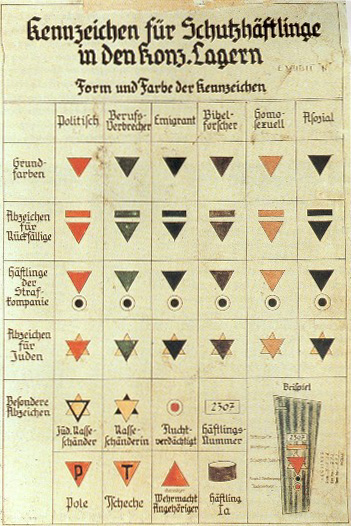
Insignes que les détenus en Schutzhaft étaient tenus de porter.

L’ordonnance dite Reichstagsbrandverordnung (c’est-à-dire faisant suite à l’incendie du Reichstag), dont l’intitulé officiel était Ordonnance pour la protection du peuple et de l’État du 28 février 1933 (« Verordnung zum Schutz von Volk und Staat vom 28. Februar 1933 »), eut pour effet d’abroger jusqu’à nouvel ordre (« bis auf weiteres ») un certain nombre d’articles importants se rapportant aux libertés individuelles, telles que garanties par la constitution de la république de Weimar, savoir : 
- Article 114 Interdiction des restrictions de la liberté individuelle
- Article 115 Inviolabilité du domicile
- Article 117 Secret des lettres et des conversations téléphoniques
- Article 118 Liberté d’opinion
- Article 123 Liberté de rassemblement
- Article 124 Liberté d’association
- Article 153 Droit à la propriété

En vertu du §2 du décret, le gouvernement avait compétence pour prendre toutes mesures propres à rétablir la sécurité et l’ordre publics. 
Le « décret Schutzhaft » (Anordnung Schutzhaft) du 12 avril 1934, qui émanait du ministre de l’intérieur et s’adressait aux gouvernements régionaux et aux gouverneurs du Reich (Reichstatthalter), tendait à mettre un terme aux dérapages auxquels avait donné lieu l’utilisation de la Schutzhaft par les différents organes du parti et de l’État, et à limiter désormais son usage à des fins de terreur spécifiquement politique. Il s’agissait donc d’éviter la mise hors jeu de l’institution judiciaire dans les procédures ordinaires de droit civil, de droit du travail et de droit pénal. Ainsi, les avocats, afin qu’ils puissent assumer les droits de leurs mandants, ne pouvaient-ils plus tomber sous le coup d’une arrestation au titre de la Schutzhaft. Il était disposé explicitement que les membres dirigeants du NSDAP et de la SA, en ce compris les Gauleiter, n’étaient pas habilités à procéder à une mise en Schutzhaft. Il était prévu par ailleurs que la Schutzhaft ne pouvait être mise à exécution que dans des établissements de détention ou dans des camps de concentration de l’État. Lorsqu’il était procédé à ce type de détention, il y avait lieu d’en aviser l’autorité régionale supérieure (à moins que l’initiative n’en ait émané directement de celle-ci). Si la Schutzhaft n’a été ni ordonnée, ni avalisée expressément par cette autorité régionale, le détenu devait être relâché dans les 8 jours à compter du jour de l’arrestation ; en tout état de cause, un réexamen du cas devait avoir lieu tous les 3 mois. Ces dispositions furent encore renforcées par le décret relatif à la Schutzhaft (Schutzhafterlaß) du 25 janvier 1938. 
Il fut prescrit d’autre part que la Schutzhaft ne pouvait s’accomplir que dans des établissements de détention ou dans des camps de concentration appartenant à l’État exclusivement. Dès le 12 mars 1933, le premier ministre Hermann Göring ordonna la fermeture des dénommés « camps de concentration sauvages », terme qui avait été forgé par Rudolf Diels, premier en date des chefs de la Gestapo prussienne, et qui désignait les lieux de détention improvisés de la SA.
Durant le national-socialisme, il fut fait de cet instrument, qui était à la disposition de la SA, de la Gestapo et de la SS, un usage massif. Il servit, non à de quelconques fins de protection, et moins encore, contrairement à qui était affirmé à l’époque, à des fins de protection des concernés contre la colère du peuple, mais à la persécution de personnes devenues, politiquement ou à d’autres égards, indésirables. C’étaient, tout d’abord, surtout des membres d’organisations de gauche, en particulier du KPD et du SPD, ou d’autres personnes qui de par leurs convictions politiques ou philosophiques se distanciaient du régime, comme les membres de confessions ou communautés chrétiennes (p.ex. le groupe appelé die Ernsten Bibelforscher, les sérieux exégètes de la Bible), qui furent victimes de la Schutzhaft. Suivirent bientôt les personnes appartenant aux minorités, persécutées pour motifs ethno-racistes, Juifs et Roms, dont les Roms et Sinti allemands ―, qui, outre les motifs racistes, se voyaient exclus en tant qu’« asociaux ». Comme « asocial », ou « étranger à la communauté » (gemeinschaftsfremd), se trouvaient qualifiées toute une série de minorités sociales et psycho-sociales, de souche allemande (deutschblütig), très diverses (prostituées, alcooliques, allocataires sociaux, vagabonds, désœuvrés, homosexuels). Tous ceux-là couraient le risque de se retrouver un jour, soit à la suite d'une action les visant individuellement, soit à l’occasion de vastes razzias, telles que l’Aktion Arbeitsscheu Reich (arbeitsscheu=réfractaire au travail), en situation de Schutzhaft. 
Une fonction importante de la Schutzhaft était d’autre part de servir de complément au code pénal : toute personne qui, après une détention provisoire ou une peine d’emprisonnement, était remise en liberté, soit qu’elle avait purgé sa peine ou qu’elle avait bénéficié d’un acquittement, mais qui apparaissait politiquement non fiable au pouvoir officiel ou devait, dans l’opinion de celui-ci, être éloignée de la vie publique pour quelque autre raison, était envoyée par la Gestapo ou la Kripo (police criminelle) dans un camp de concentration. Hitler se défiait de la justice et voulait se réserver un outil de terreur supplémentaire, bien qu’un tel outil eût déjà été mis à sa disposition par la justice en 1933, sous la forme de tribunaux spéciaux institués cette année-là.

### Évolution

Mandat d’élargissement de 1933 autorisant l’homme politique SPD Elias Rausch à quitter la prison de Bayreuth.

Le nombre de personnes mises en Schutzhaft variait fortement.
Une première vague, dirigée principalement contre des communistes, eut lieu les mois de mars et avril 1933. Durant ces deux mois furent détenues dans la seule Prusse, par des organismes d’État, au minimum 25 000 personnes, auxquelles il faut ajouter les arrestations sauvages, c’est-à-dire non officielles, perpétrées par la SA et la SS. Compte tenu que les organismes d’État furent bientôt repris en main par la SS de Heinrich Himmler, l’ensemble des arrestations effectuées par la suite est à considérer comme actes de persécution émanant de l’État.
L’espoir des couches bourgeoises de voir, avec l’écrasement du putsch d'Ernst Röhm, la fin de l’arbitraire, fut battu en brèche. De surcroît, la Schutzhaft cessa de servir à la persécution des seuls communistes, comme jusque-là cela semblait pouvoir se déduire de la base juridique indiquée (savoir la Reichstagsbrandverordnung), mais fut dirigée aussi contre d’autres groupes. Le 8 décembre 1935, la cour d’appel de Berlin considéra la mise en détention de membres des mouvements de jeunesse catholiques comme faisant partie également de la lutte contre le communisme.
Theodor Eicke procéda, par ordre de Himmler, à une réorganisation des camps de concentration et s’appliqua à systématiser la terreur politique. Son règlement disciplinaire et pénal pour les camps de prisonniers du 1er octobre 1933, appelé à devenir d’application générale, s’appuyait sur le principe qu’il convenait de traiter le détenu avec une dureté extrême, mais impersonnelle et disciplinée. De cruelles peines corporelles furent instituées. Tout signe de fuite appelait l’usage de l’arme à feu. Les tirs de sommation étaient interdits. « Le factionnaire qui, dans l’accomplissement de son devoir, a tué par balles un prisonnier, bénéficiera de l’impunité. »
En 1935, l’on comptait sept camps : les camp de concentration de Dachau, d’Esterwegen, de Lichtenburg, de Sachsenburg, de Columbia (à Berlin), d’Oranienburg et de Fuhlsbüttel. Dans ces camps étaient détenus de 7 000 à 9 000 prisonniers environ. 

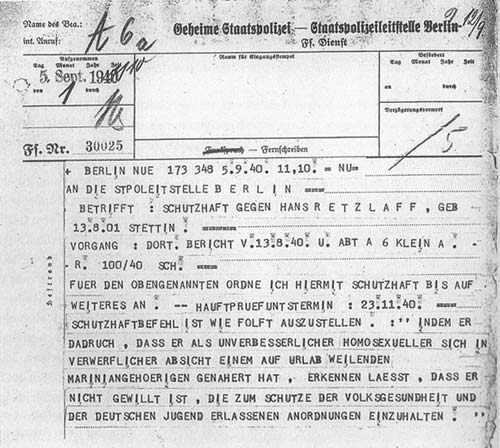
Mandat de Schutzhaft émis à l'encontre d'un homosexuel (Berlin, septembre 1940).

En 1936/1937, les effectifs atteignirent, avec 7 500 prisonniers, leur plus bas niveau. En février 1937 cependant, les camps commercèrent de nouveau à se remplir. Himmler s’était en effet résolu de convertir les camps de prisonniers en lieux de rééducation, et surtout de production. À cet effet fut fondé en 1938 la firme SS Deutsche Erd- und Steinwerke GmbH (DEST), destinée à construire des briqueteries et à exploiter des carrières de pierre. Dans un premier temps, 2 000 malfaiteurs professionnels et habituels (« Berufs- und Gewohnheitsverbrecher »), se trouvant alors en détention pénale, furent, au choix de la police, expédiés dans les camps. S’y ajoutèrent pour la première fois, début 1938, des éléments qualifiés de réfractaires au travail (« arbeitsscheue Elemente »), appréhendés lors d’une action de grande ampleur menée dans tout le Reich ; ainsi, les détenus devinrent des travailleurs forcés.
En 1938, dans le sillage de la nuit de Cristal, quelque 35 000 juifs furent, dans un but d’intimidation, temporairement internés afin de les inciter à céder leurs biens et à émigrer. La plupart furent remis en liberté peu de temps après.
Avec le début de la Deuxième Guerre mondiale, le système des camps de travail gagna soudainement en ampleur, qualitativement et quantitativement, et les travaux forcés allaient occuper une place de plus en plus considérable. Les internés des camps de concentration étaient désormais surtout des ressortissants d’autres États, mais aussi des personnalités religieuses, Reinhard Heydrich et Martin Bormann ayant en effet saisi l’occasion, au début de la guerre, de relancer la Kirchenkampf (bataille des églises), visant à la mise au pas idéologique des églises et des religions en Allemagne.
Dès le début de la guerre, un nombre appréciable de personnes fut également mis en Schutzhaft par la police au motif de rupture de contrat de travail, en particulier pour raison de grève.
À partir de la mi-1941, c’étaient des travailleurs civils soviétiques que, par le biais des bureaux du travail, l’on mettait en Schutzhaft.
Rien qu’au mois d’octobre 1941, la Gestapo mit 15 000 personnes en Schutzhaft, et en mars 1942, 100 000 prisonniers au total se trouvaient en Schutzhaft. En août 1943, ils étaient 224 000, dont un tiers étaient détenus au camp de concentration d’Auschwitz (Auschwitz I, Auschwitz-Birkenau et Auschwitz III Monowitz). En août 1944, on en dénombrait déjà 524 000, et en janvier 1945, 714 000. Les effectifs de gardiens s’élevaient alors à 40 000.
Le taux de mortalité était élevé : 60 % de l’ensemble des détenus des camps dans la seconde moitié de l’année 1942 périrent. Sur les 700 000 détenus encore présents vers la fin du régime, un tiers au moins succomba lors de marches de la mort.
Le nombre total de personnes décédées dans les camps de concentration par épuisement et maladies se monte à 500 000 au moins.

## Relations entre justice d’une part, et police et SS d’autre part
Dès mai 1933, le ministre prussien de la Justice, Hanns Kerrl, ordonna que les personnes qui avaient été appréhendées par la justice sur présomption d’activités contre l’État, mais chez qui une présomption suffisamment forte (condition pour qu’un juge puisse ordonner une détention provisoire) avait cessé d’exister, ne devaient pas être remises en liberté sans l’aval de la police politique.
En 1935, le ministre de la Justice du Reich, Franz Gürtner, fit obligation aux tribunaux d’aviser sans délai la Gestapo, chaque fois qu’ils se proposaient de lever le mandat d’arrêt contre une personne soupçonnée de délit politique, ou qu’ils renonçaient à émettre un tel mandat.

### Après le1erseptembre 1939
Avec le déclenchement de la guerre, la justice abdiqua, dans de nombreux domaines, de sa préténtion à être seule compétente.

#### Remise des prisonniers à la SS
Le 18 septembre 1942, Himmler et le ministre de la Justice du Reich, Otto Georg Thierack, convinrent que « les éléments asociaux soient soustraits au droit d’exécution des peines et livrés au Reichsführer SS en vue de leur extermination par le travail. Seront livrés sans condition les personnes en détention de sûreté, les juifs, les tziganes, les Russes et les Ukrainiens (…). Il y a consensus pour estimer qu’au regard des objectifs poursuivis par la direction de l’État en ce qui concerne les problèmes d’Europe orientale, les juifs, les tziganes, les Russes et les Ukrainiens ne soient plus à l’avenir jugés par des tribunaux ordinaires (…), mais que leur sort soit dorénavant réglé par le Reichsführer SS ».
Il s’ensuivit de cet accord du 18 septembre 1942 que, durant la seule période du 1er novembre 1942 au 30 avril 1943, 14 700 prisonniers furent transférés dans des camps de concentration. Dès le 1er avril 1943, 5 900 parmi eux étaient déjà « décédés », pour la plupart à la suite d'épidémies.

#### Persécution des étrangers («Fremdvölkische»)
Thierack formula ce dessein de manière plus claire encore dans un courrier du 13 octobre 1942 adressé à Martin Bormann : « (…) j’ai l’intention de laisser les poursuites pénales à l’encontre de Polonais, de Russes, de juifs et de tziganes aux soins du Reichsführer SS. C’est que j’estime que la justice n’est capable de contribuer que dans une faible mesure à exterminer les membres de ces peuplades ». Dans un entretien qu’il eut avec le président des Oberlandesgerichte (±cours suprêmes régionales) le 29 septembre 1942, Otto Georg Thierack expliqua le renoncement à revendiquer la compétence de l’instance judiciaire en cette matière par le fait que seule la police était apte à accomplir cette mission, d’autant qu’elle avait déjà acquis une expérience en ce domaine. Les juges, au contraire, seraient meurtris dans l’âme si l’on exigeait d’eux que chaque procédure engagée contre un étranger débouchât sur une condamnation à mort.
Lors d’un entretien avec le président du Oberlandesgericht les 10 et 11 février 1943, Thierack déclara que si un officier supérieur de police estimait nécessaire, en guise de mesure dissuasive, de faire pendre un Polonais sans jugement, il s’abstiendrait également d’intervenir, car l’officier de police n’aurait alors rien fait d'autre que son devoir.
Selon une circulaire secrète de l’Office central de la sûreté d’État (RSHA) de 1943, les personnes dites asociales et de souche étrangère (« fremdvölkisch »), passibles de poursuites aux termes du droit pénal nazi, pouvaient être remises à la justice ordinaire si un « jugement public apparaissait opportun du point de vue de la suscitation d’un état d’esprit politique et s’il était assuré que la procédure aboutirait à la peine capitale ». À défaut, ces personnes étaient aussitôt placées en Schutzhaft. Depuis janvier 1942, les instructions engagées contre des Polonais n’étaient en tout état de cause, en dépit de la peine capitale stipulée en principe dans l’ordonnance relative au droit pénal applicable à des Polonais (Polenstrafrechtsverordnung), confiées aux autorités judiciaires que dans des cas exceptionnels.
Les travailleurs forcés polonais et russes étaient, sans autre forme de procès, abattus par la police lorsqu’ils avaient eu (ce qui était le motif d’exécution le plus fréquent) une liaison amoureuse ou des rapports sexuels avec une femme allemande. Les cas de non-respect du « contrat de travail », p.ex. par abandon du lieu de travail, étaient punis de la même manière.

## À propos de la situation de non droit des détenus
Les détenus ne bénéficiaient d’aucune protection judiciaire contre leur mise en détention. Le §7 de la loi prussienne relative à la police secrète d’État (Gestapo) du 10 février 1936 prévoyait expressément que les dispositions prises par la Gestapo et les affaires dont elle amenée à s’occuper ne sont pas assujetties au contrôle des tribunaux administratifs.
Même contre les mauvais traitements, pratiqués régulièrement, parfois jusqu’à ce que mort s’ensuive, n’existait aucun recours.

### Tentatives isolées d’intervention de la justice
La direction de la Gestapo, sous Heinrich Himmler, en mettant à contribution des décideurs politiques de haut rang, en sabotant les procédures d’instruction engagées par la justice, en intimidant, y compris en brandissant la menace d’une Schutzhaft à l’encontre des fonctionnaires enquêteurs, réussit bientôt à créer un espace entièrement affranchi des règles du droit. Cette évolution trouva en quelque sorte sa sanction définitive dans le décret instituant une juridiction spéciale en matière pénale pour les membres de la SS et des corps de police en mission spéciale (« Verordnung über eine Sondergerichtsbarkeit in Strafsachen für Angehörige der SS und für die Angehörigen der Polizeiverbände bei besonderem Einsatz ») du 17 octobre 1939. En vertu de ce décret, que Heinrich Himmler sut obtenir de Hitler, les SS et leurs SS-Totenkopfverbände, chargés de surveiller les camps de prisonniers, étaient habilités à se contrôler eux-mêmes ― avec toutes les conséquences prévisibles.
S’y ajoutèrent en outre plusieurs lois d’amnistie, de laquelle il fut fait ample usage au bénéfice des coupables, pour autant que la justice eût encore à se saisir de ces crimes.
Les enquêtes judiciaires étaient entravées par le fait que les victimes, si déjà elles avaient été laissées en vie, étaient contraintes, à leur libération des camps de concentration, de signer une déclaration par laquelle ils s’obligeaient à observer un silence absolu au sujet des conditions régnant dans le camp. La menace d’un renouvellement de la Schutzhaft avait pour effet que les détenus maltraités n’étaient que fort rarement disposés à produire un témoignage en justice.
Toutefois, le nombre élevé de décès suffisait à interpeller la justice. Celle-ci, dans un premier temps du moins, se devait de se saisir de ces décès, car aux termes du code de procédure judiciaire allemand, le parquet avait obligation d’intervenir dans tous les cas de mort non naturelle.
Deux cas individuels typiques, survenus dans les premiers temps du régime nazi, présentés ci-après, permettront d’illustrer le traitement réservé aux prisonniers et les suites pénales que pouvait entraîner une injustice commise par la SS.

### Le cas de l’homme d’affaires Schloß dans le camp de Dachau
Le 16 mai 1933, le commandant du camp, le SS-Oberführer Hilmar Wäckerle, fit part aux autorités que l’homme d’affaires Schloß de Nuremberg s’était pendu dans sa cellule d’isolement. En réalité, le corps présentait d’importants hématomes, permettant de soupçonner que le décédé avait été pendu après son assassinat, dans le but de simuler un suicide. Les 17, 24 et 25 mai 1933 furent déclarés trois autres décès non naturels survenus dans le même camp de Dachau. Dans un de ces cas, la victime avait prétendument été abattue au moment où elle tentait de s’enfuir. La tentative de fuite allait devenir une justification pour de nombreux cas de décès dans les camps de concentration ; être abattu par balles lors d’une tentative de fuite était la figure habituelle d’une condamnation à mort ― sans fondement juridique et en dehors de toute procédure judiciaire ― prononcée par la SS.
Les conditions de travail de la magistrature étaient, dès cette époque, devenues à ce point difficiles que, dans le cas précis de l’homme d’affaires Schloß, le juge compétent ne put dicter, à un greffier lui paraissant digne de confiance, ses demandes d’enquête qu’après les heures de service et qu’il dut les porter lui-même au juge d'instruction, craignant que, sinon, les demandes d’enquête ne se perdissent en cours de route. Le juge d’instruction se proposait alors, comme il était de coutume et comme le disposait la loi, d’obtenir, avec l’aide de la police criminelle de Munich, l’arrestation des suspects. Cependant, à la police criminelle, on lui signifia « en souriant » qu’en l’espèce, seule la Gestapo était compétente. Le même jour, à l’instigation du procureur général en chef, le ministère de la Justice de Bavière fut amené à intervenir. Il en résulta que le procureur général se vit signifier qu’il avait à délibérer des cas concernés avec Heinrich Himmler, c’est-à-dire avec le chef de l’organisation responsable des assassinats. Pourtant, la loi n’imposait aucune collaboration avec Himmler ni ne prévoyait aucun droit de regard pour celui-ci. Himmler, bien qu’ayant donné l’assurance de sa coopération pour l’élucidation des crimes, s’arrangea en réalité pour faire disparaître au sein de son organisation les pièces du dossier, dont il s’était rendu en possession par le biais des ministères de la Justice et de l’Intérieur. Ainsi la lumière ne fut-elle jamais faite sur ces cas.
La SS, dès cette époque, était à ce point sûre de son pouvoir, que le commandant du camp Hilmar Wäckerle pouvait rédiger puis soumettre aux autorités judiciaires un règlement de camp, qui faisait prévaloir la loi martiale dans les camps de concentration, et aux termes duquel le commandant du camp ainsi que les officiers choisis par lui étaient habilités à prononcer la peine capitale en cas de refus d’obéissance. Une base juridique à l’appui d’une telle disposition faisait défaut, et Wäckerle ne s’appuyait que sur une autorisation donnée par Heinrich Himmler.
Le nouveau commandant du camp de Dachau, Theodor Eicke, institua, le 1er octobre 1933, un « règlement disciplinaire et pénal », par lequel, en vertu du « droit révolutionnaire », devait être pendu comme agitateur quiconque « ferait transpirer vers l’extérieur des renseignements, vrais ou faux, susceptibles de servir la propagande adverse tendant à présenter le camp de concentration comme un lieu d’atrocités ». Il fut communiqué au parquet et à la justice qu’ils n’avaient plus, jusqu’à nouvel ordre, accès au camp.

### Crimes commis au camp de concentration de Kemna
Dans le camp de concentration de Kemna, démantelé dès le début de 1934, les détenus étaient, pendant les interrogatoires, attachés nus sur des bancs de torture spéciaux et frappés jusqu’au sang avec des gourdins en caoutchouc, des fouets et des bâtons. Ils étaient ensuite enfermés dans d’étroits cachots, dans lesquels ils ne pouvaient ni se tenir debout ni s’asseoir. Auparavant, ils avaient été contraints de manger des « amuse-gueules » ― des harengs saumurés, non rincés et enduits de graisse de machine ou d’excréments ― et, en cas de vomissement, de lécher leurs vomissures. Ainsi couverts de blessures récentes, ils étaient ensuite poussés dans les eaux, glaciales en hiver, de la rivière Wupper, puis étaient obligés de garder sur eux leurs vêtements détrempés. Deux détenus succombèrent après leur transfert hors du camp, dont un dans l’asile d’aliénés de Galkhausen à Langenfeld.
Ces manières de procéder étaient cependant venues à la connaissance du parquet, lequel ne se résolut qu’après l’assassinat d’Ernst Röhm, lors de la Nuit des Longs Couteaux, et la dissolution de la SA, à entreprendre quelque chose dans cette affaire. Le parquet pouvait s’appuyer sur des informateurs issus de la SA. Bien que le fonctionnaire compétent au ministère de la Justice eût établi des sauf-conduits en règle à l’intention des informateurs, un parmi ceux-ci, sitôt que l’on eut appris l’enquête en cours, fut néanmoins détenu en Schutzhaft par le Kreisleiter du NSDAP. Ce n’est qu'à la suite d'une intervention au niveau ministériel que cet informateur fut remis en liberté à l’issue de cinq jours. La Gauleitung (direction locale) du NSDAP déclencha alors contre le procureur chargé de l’enquête une campagne de harcèlement, le traîna, alors qu’il était lui-même membre du parti, devant le tribunal du parti et obtint de Roland Freisler, membre du parti et secrétaire d’État au ministère prussien de la Justice, que le dossier d’instruction fût remis à la Gauleitung. La procédure d’instruction fut ainsi dans un premier temps interrompue.
Après la reprise de la procédure, obtenue grâce à une démarche, effectuée par des membres locaux du parti, auprès de l’adjudant personnel de Hermann Göring, le parti sut se débarrasser de l’affaire en introduisant une procédure à l’encontre des principaux accusés devant le tribunal suprême du parti. Le tribunal prononça alors contre eux, le 1er avril 1935, une peine extrêmement légère, ne méritant même guère cette appellation, à savoir un avertissement. Dans ses attendus, le tribunal releva que l’instruction menée jusque-là avait été uniquement à charge, seuls des ennemis de l’État, dépourvus de crédibilité, ayant été entendus ; certes, les accusés « avaient dépassé la mesure nécessaire à briser la résistance » et étaient « ainsi allé à l’encontre de l’ordre donné par le Führer, ordre selon lequel, si l'État national-socialiste sait certes mettre ses adversaires hors d’état de nuire, celui-ci se refuse de céder à tout désir de vengeance (…) » ; cependant, dit encore le tribunal, il est à prendre en considération que la SA avait affaire, dans le bassin industriel de Wuppertal, à des adversaires communistes particulièrement acharnés, qui même après la prise de pouvoir par les nazis n’avaient cessé d’essayer de s’organiser, et que c’était justement l’action du parquet qui avait permis à ces éléments de se ressaisir.
Ce jugement mit quasiment en panne la procédure d’instruction engagée par le parquet. Le juge d’instruction fut par la suite personnellement menacé et nuitamment molesté, et dut demander à être muté vers un autre lieu. Adolf Hitler mit le point final à cette affaire par une ordonnance de non-lieu en février 1936.

## Effets
L’instauration de la Schutzhaft mit en branle un processus visant à la mise à l’écart totale de la justice ordinaire, processus interrompu seulement après la liquidation du régime nazi lui-même. La puissance publique se trouvait tout entière aux mains de la Gestapo et de la SS, que plus rien n’entravait dans leur dessein de renforcer le système de répression contre les dissidents et de mettre en œuvre l’idéologie national-socialiste. Aussi, dans le domaine judiciaire également, l’État discrétionnaire (Maßnahmenstaat) avait-il triomphé de l’État normatif (Normenstaat), selon la distinction fondamentale, faite dès cette époque, par le politologue Ernst Fraenkel (politologue).